# Hyttsjön (Färnebo socken, Värmland)
Hyttsjön är en sjö i Filipstads kommun i Värmland och ingår i Göta älvs huvudavrinningsområde. Sjön är 36 meter djup, har en yta på 1,3 kvadratkilometer och är belägen 227,2 meter över havet. Sjön avvattnas av vattendraget Saxhyttälven (Stensjöälven).

## Delavrinningsområde
Hyttsjön ingår i det delavrinningsområde (663948-141195) som SMHI kallar för Utloppet av Hyttsjön. Medelhöjden är 274 meter över havet och ytan är 9,3 kvadratkilometer. Räknas de 6 avrinningsområdena uppströms in blir den ackumulerade arean 58,24 kvadratkilometer. Saxhyttälven (Stensjöälven) som avvattnar avrinningsområdet har biflödesordning 3, vilket innebär att vattnet flödar genom totalt 3 vattendrag innan det når havet efter 369 kilometer. Avrinningsområdet består mestadels av skog (71 procent). Avrinningsområdet har 1,29 kvadratkilometer vattenytor vilket ger det en sjöprocent på 13,9 procent.